# Summerdale, Alabama
Summerdale là một thị trấn thuộc quận Baldwin, tiểu bang Alabama, Hoa Kỳ. Dân số năm 2009 là 768 người, mật độ đạt 31 người/km².